# Орлов, Николай Владимирович
Никола́й Влади́мирович Орло́в (12 марта 1896, Санкт-Петербург, Российская империя — 30 мая 1961, Лонг-Айленд, США) — русский офицер из рода князей Орловых, в эмиграции — переводчик ООН.

## Биография
Родился в семье князя Владимира Николаевича Орлова, его матерью была Ольга Константиновна, урождённая Белосельская-Белозерская. В 1915 году окончил Александровский лицей, затем он прошел ускоренный (восьмимесячный) курс Михайловского артиллерийского училища и в конце 1915 года стал прапорщиком в Лейб-гвардии Конной артиллерии. В 1916 году он был произведен в поручики и назначен флигель-адъютантом.
10 апреля 1917 года, в Хараксе, крымском имении великого князя Георгия Михайловича, женился на княжне императорской крови Надежде Петровне. Весной 1919 года вместе с родителями и представителями бывшей императорской семьи, жившими в Крыму, отправился в эмиграцию.
До 1940 года жил во Франции. Был знаком с бывшим следователем Н. А. Соколовым, который занимался расследованием расстрела царской семьи, и после смерти Соколова в 1924 году забрал у его вдовы материалы расследования. Он хранил их у себя до самой смерти, а затем они, выставленные сестрой вдовы Орлова на аукцион Sotheby’s в 1991 году, были приобретены князем Лихтенштейна Хансом-Адамом II и в 1996 году были переданы России в обмен на архив Лихтенштейна, вывезенный в СССР в 1945 году. В браке с Надеждой Петровной у них родились дочери Ирина и Ксения.
В 1940 году развелся с Надеждой Петровной и перебрался в США, где поселился в Нью-Йорке и женился на американке Марине Маршалл. В 1946 году стал переводчиком ООН.
Как следует из опубликованных документов проекта «Венона», Николай Орлов подозревался ФБР в сотрудничестве с советской разведкой и в 1944 году безуспешно пытался устроиться на работу в Госдепартамент и Управление стратегических служб.
Как указано в некрологе, опубликованном после смерти Орлова, в 1959 году Орлов в качестве переводчика сопровождал Никиту Хрущева в поездке по США и в Сент-Луисе Орлов даже возможно спас жизнь Хрущеву: Хрущев и Орлов стояли на открытой платформе поезда, Хрущев склонился вниз и начал пожимать руки американцам, а поезд в этот момент тронулся. Хрущев потерял равновесие и едва не упал под колеса, но Орлов подхватил Хрущева под мышки и втянул его обратно на платформу.
В 2006 году по завещанию Николая Орлова в Эрмитаж были переданы исторические реликвии князей Орловых — три жалованные грамоты и две фарфоровые вазы.